# Il sangue dei santi
Il sangue dei santi è un racconto della scrittrice italoamericana Ben Pastor. Narra un'avventura di Martin Bora, ufficiale della Wehrmacht già protagonista di una serie di romanzi a sfondo giallo-storico, ambientati durante la Seconda guerra mondiale. Qui Martin, con l'aiuto di un ispettore italiano di polizia, indaga sull'omicidio di un prete cattolico e sulla scomparsa di alcune preziose reliquie.
 Il racconto fa parte di una raccolta in cui giallisti italiani e stranieri affrontano sotto diversi aspetti il Ventennio fascista.

## Titolo
Il titolo del racconto fa riferimento all'oggetto del furto di cui si narra: la reliquia di San Turno, un brandello di Sudario insanguinato.

## Incipit
Il giovane prete giaceva riverso fra la finestra e la porta della sacrestia, con le braccia larghe, com'era caduto.

L'ispettore di polizia Sandro Guidi alzò lo sguardo dal corpo alla finestra, sulle cui vetrate l'esile brina disegnava palme e felci. Fuori, la neve copriva i rami degli alberi lungo il fiume facendoli apparire come negativi fotografici di se stessi stagliati contro il cielo invernale.
 "Chi l'ha trovato?" chiese.»

## Trama
Lago (paesino veneto non lontano dalle rive dell'Adige), novembre 1943. Nella sagrestia della locale chiesa di San Turno viene ritrovato il corpo di don Ivo: il giovane prete è stato colpito alla nuca ed ha poi battuto la testa contro lo spigolo di una credenza, rimanendo ucciso sul colpo. Dalla sagrestia, dove pure erano custoditi alcuni preziosi argenti, manca soltanto una cosa, apparentemente di minor valore: il reliquiario del Santo, una piccola teca in rame dorato che conteneva un frammento insanguinato di Sudario.
Dell'inchiesta è incaricato l'ispettore Guidi, ma al suo fianco si pone il maggiore Bora, che come comandante del presidio tedesco (ma anche, secondo le sue stesse parole, come "soldato ficcanaso") sente il dovere di collaborare.
 Furto ed omicidio sembrano entrambi molto strani: don Ivo era benvoluto da tutti, qualcuno lo considerava a sua volta una specie di santo, e del resto l'oggetto rubato non sembra rivestire altro valore che quello spirituale. In mancanza di indizi migliori, vengono interrogate le persone che hanno incontrato il prete nella sua ultima giornata di vita: un rigattiere, a cui don Ivo aveva lasciato la reliquia da valutare; un mendicante cieco, che lo ha udito entrare regolarmente in chiesa per le due messe del pomeriggio e della sera; infine una giovane vedova, che avendo confessato a don Ivo il proposito di suicidarsi, veniva da lui costantemente visitata: innocente frequentazione su cui le malelingue del paese hanno qualcosa da ridire, ma senza costrutto.
La questione si complica quando durante una perquisizione in casa della vittima viene rinvenuto il reliquiario rubato: questo, assieme al fatto che la reliquia mancante era effettivamente nelle mani di don Ivo, sembrerebbe potersi ricollegare ad una serie di furti recentemente subiti da numerose chiese venete. Quando si scopre poi che don Ivo non era ciò che diceva di essere, il caso prende un aspetto imprevisto. Gli investigatori tuttavia finiscono per scoprire che il vero movente dell'omicidio, malgrado le apparenze, non c'entra quasi nulla con il furto ed ha invece un carattere molto più privato. L'assassino, i ladri ed i ricettatori sono persone diverse, ma tutte vengono assicurate alla giustizia.
Tra una cosa e l'altra, la reliquia di San Turno ha forse avuto modo di operare un piccolo miracolo, se è vero che il brandello del Sudario, requisito e custodito nel taschino dell'uniforme di Bora durante un pattugliamento, ha contribuito a deviare una pallottola destinata a procurare al maggiore danni ben peggiori di una semplice ferita alla spalla.

## Personaggi
- Martin von Bora. Maggiore della Wehrmacht, comandante della guarnigione tedesca di Lago, nella Regione militare di Verona. I suoi doveri sono innanzitutto quelli di carattere militare, tuttavia la curiosità e l'amore per la verità lo spingono ad interessarsi anche di fatti criminali. Essendo cattolico, qui il suo coinvolgimento riguarda parzialmente anche l'aspetto religioso della vicenda.

- Sandro Guidi. Giovane ispettore della polizia italiana, coetaneo di Bora, altrettanto interessato a stabilire lo svolgimento dei fatti riguardanti il furto e l'omicidio. La sua carriera è però ben poco spettacolare o promettente, chiusa com'è in provincia e per di più sotto occupazione straniera.
 Il personaggio compare al fianco di Bora anche nei romanzi Luna bugiarda e Kaputt Mundi.

- Don Ivo. La vittima. Giovane prete appena uscito dal seminario; da circa tre mesi affiancava Monsignor Lai, titolare della chiesa di San Turno a Lago, ormai troppo anziano per affrontare tutti i suoi impegni. In paese godeva di ottima fama.

- Paolin, detto Tigrai. Rigattiere, sgombra solai e cantine, compra e rivende roba usata. Ha una piccola e sudicia bottega in fondo al paese, vicino alla stazione delle corriere.

- Lauro. Mendicante cieco, staziona abitualmente sui gradini fuori dalla chiesa. Per muoversi ha spesso bisogno di aiuto, tuttavia compensa la mancanza della vista con l'udito e con un'abile attenzione ai particolari. Verosimilmente il suo bastone scomparso è l'arma del delitto.

- Rita Marangon. Giovane vedova, il cui marito è caduto durante la campagna di Russia. Lavora in una fabbrica di munizioni; per don Ivo provava una forte attrazione non ricambiata, dato che il giovane prete rispettava scrupolosamente i propri voti. Non riesce quasi a credere che egli sia davvero morto.

## Cronologia
La vicenda narrata nel racconto copre un periodo di circa tre giorni (da venerdì a domenica) nel novembre del 1943.
 Per ciò che riguarda la svolgimento cronologico dell'intero ciclo dedicato a Martin Bora, il racconto si colloca in un tempo di poco successivo rispetto al romanzo Luna bugiarda, parzialmente ambientato negli stessi luoghi.

## Edizione italiana
- Ben Pastor, Il sangue dei santi, in A.A.V.V., Fez, struzzi e manganelli (a cura di Gian Franco Orsi), pp.428, Sonzogno, 2005 - ISBN 8845412326